# Piscopi
Píscopi (dal greco Episkopi, Επισκοπή; in greco antico e modernoΤήλος, Tilos), è un'isola dell'Egeo appartenente geograficamente al Dodecaneso. Ha una superficie di 64 km² e una popolazione di 535 abitanti al censimento 2001.  Dal punto di vista amministrativo costituisce un comune nella periferia dell'Egeo Meridionale (unità periferica di Rodi).
L'isola ha subito un progressivo decremento demografico dagli anni seguenti la II guerra mondiale. A quei tempi contava 2500 abitanti e 9 villaggi. Oggi conta solo due centri abitati. I suoi abitanti non hanno mai praticato la pesca preferendo dedicarsi a lavori agricoli.

## Mitologia
In base ad una leggenda popolare Telos era figlio del Sole e di Halia. Per curare la madre malata egli tornò sull'isola alla ricerca di erbe medicamentose. Ritornò in seguito per fondare un tempio in onore di Apollo e di Nettuno. Telos non appare nella mitologia greca ed il nome è probabilmente di origine preellenica.
Plinio il vecchio nota che Piscopi nell'antichità era chiamata Agathoussa (Αγαθούσσα). 

## Medioevo
Nel medioevo, sotto al governatorato Genovese di Rodi, retto dalla famiglia dei Vignolo de' Vignoli, era frequentata dai mercanti genovesi, ed era nota con il nome di Episkopi o Episkonia.

## Geografia fisica

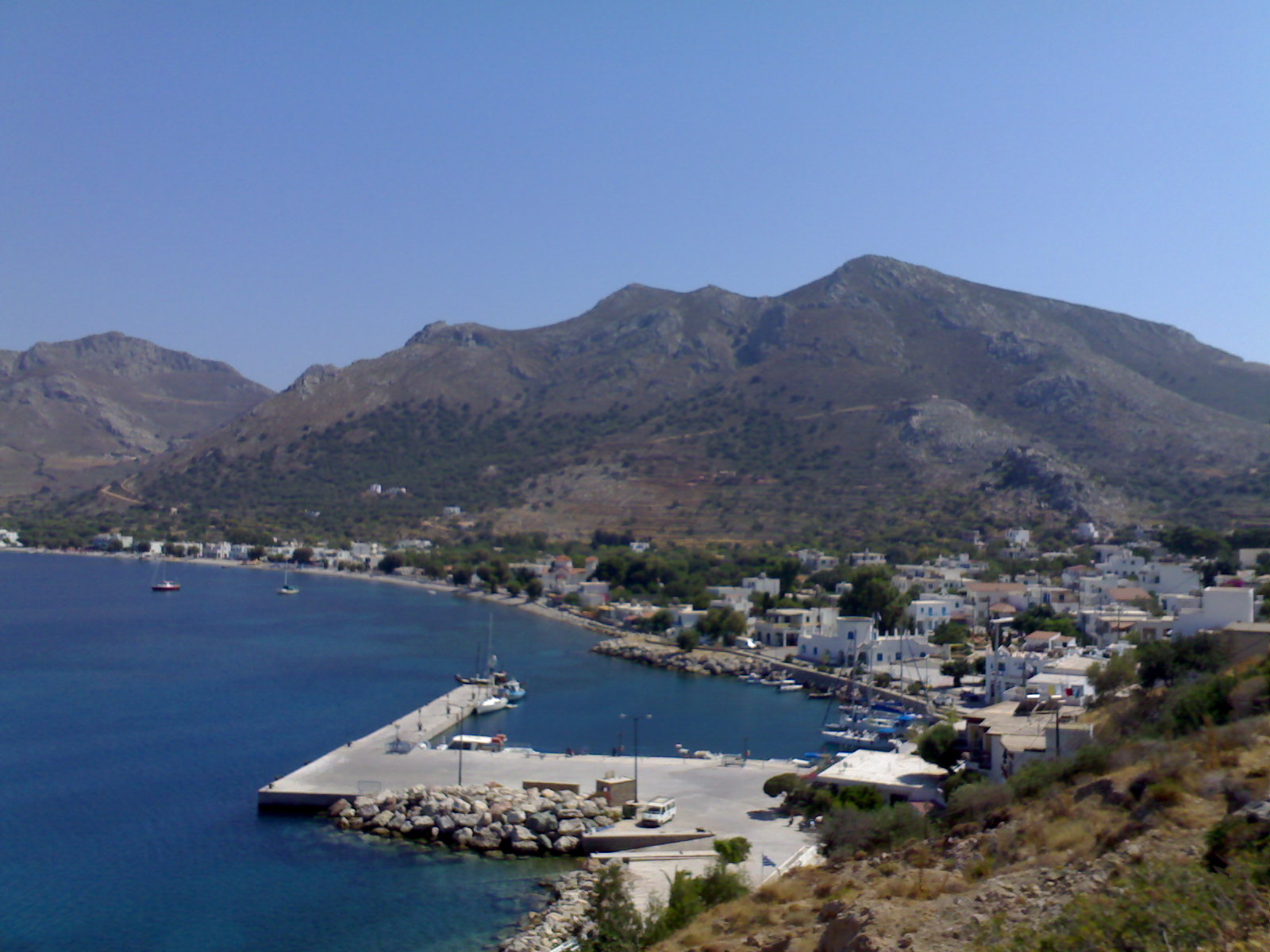
Piscopi

L'isola, che ha una forma di "S" orizzontale ha una lunghezza di 14,5 km dalla sua estremità nord-occidentale a quella sud orientale mentre la sua larghezza massima non supera gli 8 km.
È attraversata da una catena montuosa mentre le basseterre presentano sedimenti lavici e di pietra pomice e i litorali hanno un colore per lo più rossastro. La sezione nord occidentale dell'isola è dominata dal monte Profitis Ilias che ha un'altezza di 651 metri e delimita ad oriente una fertile pianura dove si trova il capoluogo dell'isola Megalo Choriò. Nella parte meridionale dell'isola, in una conca lambita dal mare a settentrione c'è Livadia, scalo principale di Piscopi.

## Centri principali
- Megalo Choriò è il capoluogo dell'isola, costruito agli inizi del XIX secolo con materiali prelevati dall'antica città di Telos.
- Livadia è lo scalo principale dell'isola. Mikrò Choriò è un villaggio delle vicinanze che domina lo scalo; alcune case sono state comunque restaurate e il villaggio si anima per brevi periodi in estate.

## Siti archeologici
- Telos era un'antica città vicino al capoluogo sulla cui acropoli si ergevano i templi di Apollo Pizio e di Pallade Atena. Nel medioevo vi fu costruito un castello.
- Le grotte di Kharkhadió ad ovest del capoluogo sono state oggetto di scavi nel 1971 che hanno portato al rinvenimento di utensili del neolitico. Gli scavi hanno portato anche al ritrovamento di ossa appartenenti ad una razza nana di elefanti. Pare che essi fossero animali domestici che dimoravano nell'isola. Nella grotta ci sono
- La fortezza di Mesarià di epoca medievale le cui rovine si ergono sulla grotta di Kharkhadio.